# 勒基泰尼鄉
47°03′N 26°54′E / 47.050°N 26.900°E
勒基泰尼鄉（羅馬尼亞語：Comuna Răchiteni, Iași），是羅馬尼亞的鄉份，位於該國東北部，由雅西縣負責管轄，處於布加勒斯特以北300公里，每年平均降雨量861毫米，海拔高度192米，2007年人口3,430。